# Ianculești, Satu Mare
Ianculești, colocvial Sânianoș, (germană Sankt Johannes, maghiară Szentjánosmajor) este o localitate componentă a municipiului Carei din județul Satu Mare, Transilvania, România.

## Istoric
Prima atestare documentată a satului este datată în 1808, unde acesta apare sub numele Szentjános.
În 1851 Ianculești era sub stăpânirea familiei Károlyi. 
În luna octombrie a anului 1940, toată populația satului de naționalitate română (26)  a fost alungată din localitate, noaptea,  de către autoritățile militare și civile maghiare, prin bătăi și amenințări. Aceștia s-au ascuns timp de trei zile în localitatea Vezendiu, din apropiere. De frica represaliilor, locuitorii din Vezendiu nu i-au mai adăpostit. Ianculeștenii s-au întors acasă, au format o delegație și s-au deplasat la primăria orașului Carei, aflat sub ocupație maghiară, pentru a cere pașapoarte de trecere dincolo de zona ocupată de maghiari în urma Dictatului de la Viena. A doua zi ianculeștenii au fost îmbarcați în vagoane de marfa, sub supravegherea atentă a autorităților maghiare sprijinite și de către organizația paramilitară maghiară Rongyos Gárda (Garda Zdrențăroșilor). Trenul s-a deplasat în localitatea Békéscsaba, de unde, după o zi de așteptare, au fort transportați la Arad, unde au primit mancare și au fost mutați în trenuri de persoane cu destinația Vulcan, Lupeni și Alba Iulia, unde li s-au eliberat fișe de refugiați de către Comisariatul General al Refugiaților din Nordul Transilvaniei. Locuitorii satului s-au întors la casele lor abia în primăvara anului 1945, gasindu-și avutul distrus sau prădat.
În 2002 aici trăiau 401 de persoane, toți fiind etnici români.
 Acest articol despre o localitate din județul Satu Mare este deocamdată un ciot. Puteți ajuta Wikipedia prin completarea lui.